# Sperwer
Sperwer — французский разведывательный БПЛА, разработанный в 1990-е годы компанией "Sagem Défense Sécurité" (которая входит в состав группы компаний "Safran".
Входит в состав комплекса SDTI (Système de drone tactique intérimaire), принятой на вооружение армии Франции в 2005 году.
БПЛА Sperwer был принят на вооружение армий Франции, Канады, Греции, Швеции и Нидерландов.
В марте 2013 года было объявлено, что компания SAGEM и ГП "Чугуевский авиационный ремонтный завод" подписали "Меморандум о согласии", в соответствии с которым на ГП "ЧАРЗ" может быть начат выпуск БПЛА SPERWER Mk.II.

## Конструкция
Посадка аппарата — парашютная, с использованием надувных демпферов («подушек безопасности»).

## ЛТХ
- Скорость — от 130 до 240 км/ч.
- Дальность полёта — до 200 км.

## Варианты и модификации
- Sperwer (Sperwer A) - первая модель, грузоподъёмность составляет 50 кг, а время нахождения в воздухе - 6 часов.
  - Sperwer Mk.II - модификация с новым оптическим оборудованием Euroflir 350[3].
- Sperwer В - модификация, разработка которой началась в 2001 году. Первый полёт выполнен в 2004 году, на вооружение французской армии принят в 2006 году. В сравнении с прототипом, грузоподъёмность увеличена до 100 кг, а время нахождения в воздухе - до 12 часов. Кроме того, на БПЛА может быть установлено вооружение - две ракеты [4].

В 2010 году был заключен контракт на оборудование БПЛА "Sperwer", имевшихся на вооружении у развёрнутого в Афганистане французского контингента ISAF, интерфейсом, обеспечивающим их  операционную совместимость со стандартом НАТО STANAG 4609.
В 2011 году был заключен контракт на оборудование трёх БПЛА "Sperwer" новой оптоэлектронной системой наблюдения «Еврофлир 350+» и модернизацию удалённых видеотерминалов RVT (Remote Video Terminals).
В 2012 году финская фирма "Robonic Oy" (дочерняя компания Sagem) разработала новую пневматическую катапультную систему "Kontio" (type MC2555LLR) для запуска БПЛА.

## Эксплуатация и боевое применение
- Дания - сняты с вооружения в 2005 году, БПЛА были проданы Канаде
- Канада - приняты на вооружение под наименованием CU-161, использовались в Афганистане в период с 2003 года до окончания миссии в Афганистане 18 апреля 2009 года (несколько аппаратов было потеряно[7]), в дальнейшем заменены на IAI Heron[8].
- Нидерланды - было закуплено 34 шт.
- Франция - с 2008 применялся в Афганистане[6], всего в период с 15 октября 2008 года до 29 июня 2012 года в Афганистане было потеряно двенадцать аппаратов "Sperwer"[9]
- Швеция - находились на вооружении до 2010 года под наименованием UAV 01 Ugglan, в 2010-2011 годы заменены на RQ-7 "Shadow"[10]